# Isabel de Brunsvique-Luneburgo
Isabel de Brunsvique-Luneburgo (c. 1230 – 27 de maio de 1266) foi rainha dos Romanos e condessa da Holanda e Zelândia como esposa de Guilherme II, Conde da Holanda.

## Família
Isabel foi filha do duque Otão I de Brunsvique-Luneburgo e de Matilde de Brandemburgo.
Os seus avós paternos eram Guilherme de Winchester, Senhor de Luneburgo, um neto do rei Henrique II de Inglaterra e de Leonor da Aquitânia, e a princesa Helena da Dinamarca, filha do rei Valdemar I da Dinamarca e da princesa Sofia de Minsk. Os seus avós maternos eram o marquês Alberto II de Brandemburgo e Matilde da Lusácia.
Ela teve nove irmãos ao todo: Matilde, esposa do príncipe Henrique II de Anhalt-Aschersleben, Helena, cujo primeiro marido foi o conde Hermano II da Turíngia, e depois foi esposa de Alberto I, Duque da Saxônia, os duques Alberto I e João de Brunsvique Luneburgo, Otão, bispo de Hildesheim, Conrado, príncipe-bispo de Verden, Adelaide, esposa do conde Henrique I de Hesse, e Inês, esposa do príncipe Vitislavo II de Rügen.

## Biografia

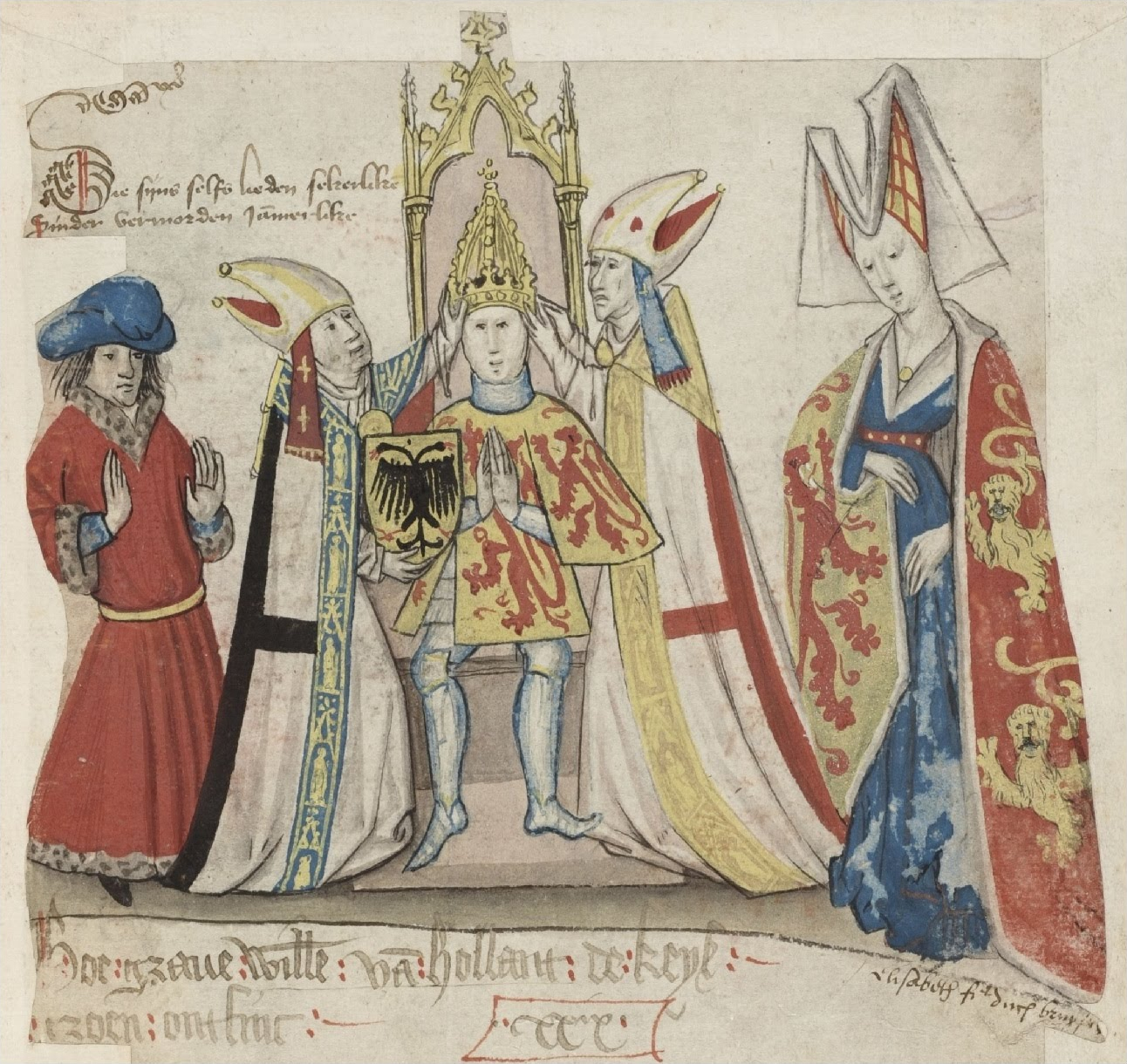
Ilustração da coroação de Guilherme como rei dos Romanos, com Isabel ao seu lado; parte da crônica "Brabantsche Yeesten", c. 1400, de autoria de Jan van Boendale.

O casamento de Isabel com o rei dos Romanos, Guilherme, assim eleito em 1247 em oposição ao imperador Frederico II, foi arranjado pelo Papa Inocêncio IV para atrair apoio para o partido papal dos príncipes da Alemanha do Norte, os quais até então estavam do lado da Dinastia de Hohenstaufen. O papa tinha, anteriormente, excomungado o imperador Frederico II.
Eles se casaram em 25 de janeiro de 1252, quando Isabel tinha aproximadamente 22 anos, e o noivo, filho de Florêncio IV da Holanda e de Matilde de Brabante, tinha 25. A cerimônia ocorreu em Brunsvique. Durante a noite de núpcias, contudo, o Castelo de Dankwarderode e parte da cidade de Brunsvique pegaram fogo. Segundo rumores, Isabel salvou a vida de seu novo marido, ao lhe mostrar a saída do castelo desconhecido.
O casal veio a ter dois filhos, o futuro conde Florêncio V da Holanda, e Matilde. 

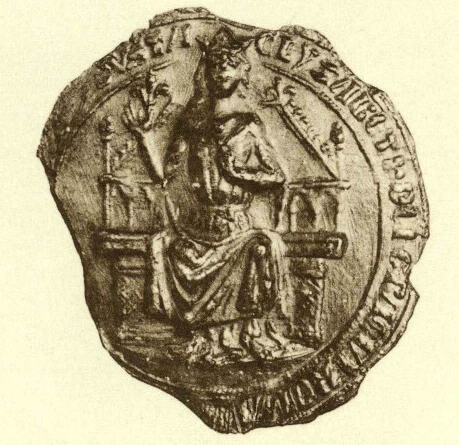
Selo da condessa da Holanda, retirado do livro Die Siegel der deutschen Kaiser und Könige Vol 1: 751 - 1347.

Pouco se sabe sobre o casamento de Isabel e suas ações como condessa e rainha. Há uma menção de que ela e o marido patrocinaram o mosteiro carmelita de Haarlem, fundado em 1249 por Simão de Haerlem. Em novembro de 1255, Isabel acompanhou o marido à Alemanha para participar da Dieta em Worms. Lá ela foi sequestrada durante uma excursão pelo cavaleiro Herman von Rietberg, que roubou seus objetos de valor e a aprisionou no Castelo de Rietberg. Ela foi libertada por alguns nobres e cidadãos alemães, em 4 de dezembro de 1255. Pouco tempo depois, em 28 de janeiro de 1256, Guilherme foi morto durante uma expedição contra os Frísios, que o surpreenderam e o mataram quando ele caiu no gelo
Quando soube da morte do marido, Isabel partiu para a Holanda. A tutela do jovem Florêncio coube ao irmão de Guilherme, Florêncio de Voogd (daí apelidado de 'o Guardião') e, após sua morte, em 1258, à irmã de Guilherme, Adelaide da Holanda. 
Isabel viveu mais dez anos depois da morte do marido. Não está claro onde ela morou durante esses dez anos. Ela aparece como testemunha ou co-seladora em vários estatutos emitidos na Holanda – inclusive por Adelaide. 
Ela morreu em 27 de maio de 1266, e seu corpo foi enterrado na Abadia de Midelburgo. Em 1284, Florêncio V encontrou o corpo de seu pai durante um ato de vingança contra os Frísios - ele estava escondido sob a lareira de uma casa em Hoogwoud - e o levou para a Abadia de Midelburgo.

## Descendência
- Florêncio V da Holanda (Julho de 1254 - 27 de junho de 1296), sucessor do pai como conde da Holanda. Assim como muitos nobres fizeram após a morte da rainha Margarida da Escócia, o conde também reivindicou o trono escocês para si. Sua reivindicação se baseava no fato de que ele era bisneto de Ada da Escócia (esposa de Florêncio III, Conde da Holanda), irmã dos reis Malcolm IV e Guilherme I da Escócia. Ele foi casado com Beatriz de Flandres, com quem teve vários filhos, mais apenas dois sobreviveram à infância: João I, Conde da Holanda, marido da princesa Isabel de Rhuddlan, filha do rei Eduardo I de Inglaterra, e Margarida, que foi noiva de Afonso, Conde de Chester, outro filho do rei Eduardo I, porém o mesmo morreu antes do casamento. Ele também teve diversos filhos ilegítimos com várias amantes. Após trocar de lado e passar a apoiar os franceses contra os ingleses, como consequência de Eduardo I ter parado de negociar lã, vinda de Dordrecht, na Holanda, e passado a comprar de Mechelen, em Brabante (um dos genros do rei inglês era o duque João II de Brabante, marido da princesa Margarida), Florêncio foi capturado, como parte de uma conspiração para levá-lo para a França, porém, acabou sendo assassinado por outros nobres.
- Matilde de Holanda, cuja existência é incerta.